# 梁垛河
梁垛河，是中国江苏省东台市中部的一条人工河道，是一条按子午线定向的东西向河道，开挖于1970年，西起梁垛镇的通榆河，向东流至弶港镇的海堤村折向东北，至笆斗山梁垛河闸注入黄海。全长53.5公里，流域面积605平方公里。